# Ranavirus
Ranavirus es un género de virus perteneciente a la familia Iridoviridae. Pueden provocar enfermedad en anfibios reptiles y peces. Incluye diferentes especies: virus de la rana tipo 3, iridovirus Bohle, virus de la
necrosis hematopoyética epizoótica, virus del bagre europeo, virus del siluro
europeo y ranavirus de Santee-Cooper.  La especie tipo es el virus de la rana tipo 3 (Frog virus 3) que causa enfermedad en ranas. 
Se ha sugerido que las infecciones por ranavirus en anfibios han contribuido a la disminución de las poblaciones de estos vertebrados a nivel mundial.

## Historia
El primer aislamiento se realizó en 1960 de una rana perteneciente a la especie Lithobates pipiens.

## Estructura
Los ranavirus son virus ADN icosaédricos de gran tamaño que miden unos 150 nm de diámetro.